# Liden præriegræs
Liden præriegræs (Schizachyrium scoparium) er en flerårig, urteagtig græsart med en pudedannende vækstform. Arten er hårdfør overfor både kulde og tørke, da den hører hjemme på de nordamerikanske prærier, hvor den er én af de karakteristiske arter.

## Kendetegn
Liden præriegræs er en flerårig, urteagtig græsart med en pudedannende vækstform. Stænglerne er grove og behårede med spredstillede blade. Både de grundstillede blade i tuen og stængelbladene er linjeformede og helrandede med fine hår nærmest ved stænglen. I forårstiden er de blågrønne på begge sider, mens de bliver rødlige om efteråret. Bladene bliver som regel siddende vinteren over. Blomstringen foregår sent på foråret alt afhængig af, hvornår snesmeltningen er overstået. Blomsterne sidder samlet i endestillede toppe, der består af småaks. de enkelte blomster er 3-tallige og uregelmæssige (se under græs-familien). Frugterne er nødder med korte, fnugagtige vedhæng.
Rodsystemet er trævlet og når både dybt ned og langt ud.
Når man medregner de blomsterbærende skud kommer liden præriegræs op på en højde af næsten 1 m, mens bredden er betydeligt mindre, nemlig 0,25 m. Heri er ikke medregnet skud fra jordstænglerne.

## Hjemsted
Liden præriegræs er nøje knyttet til de nordamerikanske prærier, hvor den foretrækker lysåbne til let skyggede voksesteder med en veldrænet, næringsfattig, neutral jordbund. 
På de tørre, sandprærier i det mellemste og sydlige Michigan, USA, findes arten sammen med bl.a. bregnepors, banksfyr, bølget bunke, farveeg, harpiksfyr, hedemelbærris, hvideg, kalkunfod, lav blåbær, Liatris aspera (en art af pragtskær), liden klokke, prærietandbælg, Rubus flagellaris (en art af brombær), sandkirsebær og spinkel kambunke

## Galleri
|  |  |  |

## Note
1. ↑  M.A. Kost, D.A. Albert, J.G. Cohen, B.S. Slaughter, R.K. Schillo, C.R. Weber og K.A. Chapman. 2007. Natural Communities of Michigan: Classification and Description Arkiveret 9. juli 2013 hos  Wayback Machine – kortfattet, men god oversigt over sandpræriernes vegetationer på (engelsk)